# 그물말과
그물말과(Hydrodictyaceae)는 녹조강 스파이로플레아목에 속하는 녹조류과의 하나이다. 14개 속에 훈장말(Pediastrum duplex)과 그물말(Hydrodictyon reticulatum)을 포함하여 117종으로 이루어져 있다.

## 하위 속
| - Euastropsis - Helierella - 그물말속 (Hydrodictyon) - Lacunastrum - Monactinus - Parapediastrum - 훈장말속 (Pediastrum) | - Pseudopediastrum - Sorastrum - Sphaerastrum - Stauridium - Tetraedroides - Tetraedron - Tetrapedia |